# Симферопольский клад
Симферопольский клад — монетно-вещевой клад, предположительно конца XIV - начала XV века, эпохи Крымского улуса Золотой орды. Обнаружен рабочими при строительстве котлована на окраине Симферополя в 1967 году. Его значение состоит в уникальных по разнообразию и сложности памятниках ювелирного искусства среднеордынского периода, принадлежащих как разным национальным школам, так и разным ювелирным техникам исполнения. Всего клад содержал 328 золотых и серебряных предметов, частично повреждённых, общей массой 2 кг 584 г. В настоящее время сокровища клада стали частью коллекции Государственного исторического музея.

## Состав клада

### Предметы

#### Пайцза хана Кильдибека
Наиболее значимый с исторической точки зрения предмет клада - пайцза с именем хана Кельдибека (годы правления 1361–1362). Она позволила как атрибутировать клад по эпохе, так и установить социальный статус хозяина ценностей. В. А. Мальм полагает, что клад принадлежал персоне, занимавшей достаточно крупную военную или административную должность. Пайцза в Золотой орде сочетала функции удостоверяющего документа, ордера и подорожной грамоты. Пайцза из клада представляет собой изготовленную из серебра, позолоченную и закруглённую по краям пластину длиной около 30 сантиметров. На её лицевой стороне  в верхней части находится изображение солнца в виде круга с позолотой, внутри его помещена растительная розетка с шестью лепестками. Отверстие под шнур и края пластины усилены буртиком.   
Надпись на пайцзе, выполненная на монгольском языке, старомонгольским письмом, гласит:

"Покровительством [вариант, Силою] Вечного неба, приказом хана Тильдибека - кто не повинуется, тот умрет!"
Первоначально пайцза была согнута, что даёт предположение о использовании для хранения клада сосуда с относительно узким горлом, но с учётом обстоятельств находки он не попал в руки учёных.

#### Ювелирные украшения женского головного убора
Многие предметы клада относятся к ювелирным украшениям. Среди них – сохранившиеся детали женского головного убора, включающие 19 фигурных золотых бляшек и бляху-навершие, украшенное камнями, жемчугом и растительными розетками с шестью лепестками, укрепленными на изогнутых стержнях. В центре навершия находятся две бусины, закреплённые одна над другой, через середину которых проходит стержень (вероятно для султана с перьями), однако его верхний конец обломан. В декоре представлены фигурные бляшки с драгоценными и полудрагоценными камнями –  сапфиром, шпинелью,  аметистом, изумрудом, бирюзой, хризопразом, яшмой и жемчугом. Обратная сторона медальонов украшена изображением цветов, в частности лотоса, на черневом фоне. Искусствоведы считают такой декор сложившимся под влиянием китайской традиции. 
Специалисты ГИМ считают, что место изготовления головного убора это Солхат, центр Крымского улуса, где процветала торговля и ремёсла.

#### Серьги
Представлены в кладе серьги, которые в тюрка-монгольской культуре были принадлежностью как женского, так и мужского наряда. В кладе представлены пять серег в форме вопросительного знака. Этот тип был широко распространен на большой территории как в золотоордынских, так и более ранних памятниках кочевых культур и имеет множество вариантов. Серьги из клада имеют составной стержень, обмотанный проволокой с одной или двумя жемчужинами на конце, а одна серьга - шпинель и крупную жемчужину неправильной формы, так называемую "сироту" (жемчужина, не имеющая себе пары). Подобные редкие экземпляры ценились высоко.  Датировка серёг конец XIV - начало XV века.

#### Бусы и пуговицы
Отдельную группу украшений составляют бусы и пуговицы, в большинстве изготовленных из золота. Бусы и пуговицы использовались как по прямому назначению, так и могли быть нашиты на детали одежды или на занавеси внутри жилья богатых феодалов. Помимо бус из драгоценных металлов в кладе найдены 47 сердоликовых бусин различных форм и размеров, одна из сапфира и одна хрустальная. Возможно эти бусы были частью чёток.

#### Браслеты
В составе клада имеются браслеты. Золотой двустворчатый браслет, сохранившийся частично, имеет рельефный орнамент и персидскую надпись. Браслеты с точно такой же надписью были найдены на булгарском городище Джукетау (рус. Жукотин) расположенном на левом берегу Камы. В. А. Мальм считает, что центр производства браслетов этого типа был расположен в Иране или Средней Азии.  Два других браслета из клада составные: один из фестончатых медальонов, украшенных чернью и городчатой зернью, а другой из медальонов со вставками из бирюзы и шпинели, оправа которых также украшена зернью

#### Футляры и медальоны
Найдены 10 футляров, предназначенные для хранения амулетов, предположительно текстов молитв, игравшие важную роль в жизни мусульман. Они подвешивались на груди или на шее, иногда зашивались в одежду. Формы разнообразные - цилиндрические, фигурные и в виде прямоугольной коробочки. Четыре цилиндрических футляра выделяются тонкостью сканной работы. Их средняя часть ажурная, а по бокам расположен бордюр из растительного декора в технике накладной скани. Интересен в симферопольском кладе один из двух футляров в технике ажурной скани, его орнамент состоит из широких спиралей с завитками, веточек, бутонов, цветов и мелких, заполняющих фон, завитков. Футляр для молитвенных текстов  представляет собой изящный фигурный орнаментированный предмет. По двум концам предмета выполнены небольшие отверстия. Это говорит о возможном использовании этой вещи не в качестве футляра, а как подвески или другого украшения. Другой футляр клада в виде прямоугольной коробочки, украшен зернью, сканью и жемчужиной. Возможно этот футляр мог использоваться и как коробочка для туалетных принадлежностей, которую носили на груди или у пояса. В симферопольском кладе присутствуют разной формы сканные медальоны нагрудного украшения. Среди них больше всего растительных  форм. Некоторые медальоны-розетки имеют форму шести- и восьмилепесткового цветка. Легкая ажурная филигрань заполняет жесткую каркасную систему из свитых и соединенных вместе проволок. В декоре медальонов использован тип незамкнутого завитка, такие завитки заполняют фон. 

#### Пояса
Богато представлены в кладе поясные наборы. Пояса являлись неотъемлемой частью костюма кочевых народов. Значительный интерес представляет золотой поясной набор, состоящий из 31 предмета: наконечника, бляхи с крюком и двух блях с фигурными скобами, служившими для подвешивания к поясу необходимых вещей, 22 прямоугольных бляшек, трех бляшек сердцевидных, одной фестончатой и одной обоймы. Этот набор украшен вставками из сердолика, одного из популярных камней у ювелиров Востока. Сочетание золота с сердоликом вместе с орнаментом придавали поясу необычайно нарядный вид. Наконечник и бляхи поясов двусторонние. Лицевая сторона их украшена сердоликами и орнаментом преимущественно в виде завитков. Большое внимание уделено оформлению оборотной стороны. В центре блях и наконечника ювелир поместил ажурные пластинки с изображением виноградной лозы, выполненной с большим художественным вкусом, а для лучшего выявления орнамента под пластинки сделал подкладки из серебра. Ажурную пластинку на каждом предмете мастер вставил в рамку, украшенную растительным узором. Второй поясной набор, сохранившийся не полностью, состоит из девяти золотых фигурных бляшек и одного наконечника. На каждой бляшке и на наконечнике имеется выпуклая фестончатая розетка с изображением водоплавающей птицы и растительного узора на черневом фоне. Ни одна фигура птицы не повторяет другую, они изображены в разных ракурсах и очень динамично. Последний пояс более скромный, изготовлен из серебра. В его состав входят пряжка, наконечник, шесть прямоугольных и двадцать фигурных рельефных бляшек. За исключением фигурных бляшек все детали пояса украшены эмалью и изображениями орла, дракона и розеток с геометрическим и растительным орнаментом. Этот поясной набор находит близкие аналоги с поясными наборами из курганов, расположенных вблизи станицы Белореченской в Краснодарском крае, что указывает на единство их происхождения и синхронное время использования.

#### Серебряная утварь
В Симферопольском кладе находились и такие предметы утвари как серебряные сосуды. Это чаша со стилизованными надписями, небольшой сосуд с носиком, чернильница, украшенная фигурными клеймами, сосуд шарообразной формы с черневым декором. Часть из них служила для хранения белил, сурьмы или других косметических средств. Привлекает внимания ложка-черпак с оригинальным навершием ручки в виде фигурки человека. Он сидит, опираясь локтями на колени, обеими руками держа сосуд, поднесенный ко рту. На голове его шапка тюрка-монгольского типа конической формы. Ее тулья сшита вертикальными швами, сходящимися на верху. В месте соединения ручки с черпаком помещено стилизованное изображение филина с увеличенными глазами. Она, вероятно, служила роль амулета, защищавшего владельца от злых духов. Почитание филина у монголов известно с глубокой древности.

### Монеты
В кладе в том числе обнаружены 10 золотых монет Делийского султаната.

## Датировка, историческая и художественная характеристика клада

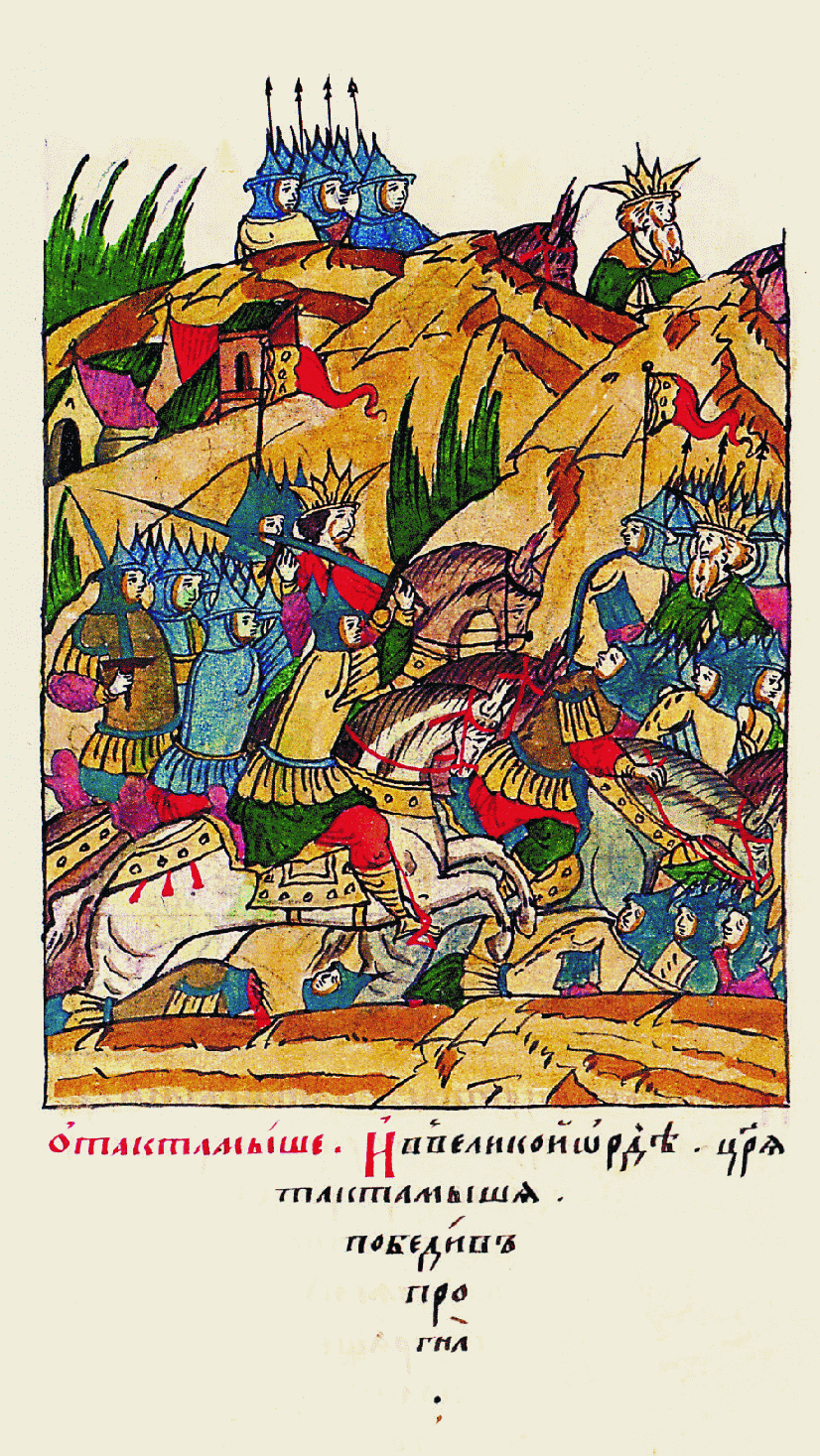
Борьба Тимура с Тохтамышем. Миниатюра Лицевого летописного свода

Наиболее вероятно, что клад был сокрыт во второй половине XIV века - начале XV века. Специалисты склоняются по времени к событиях войны Тимура с Тохтамышем в 1395 году. Этот крупнейший конфликт задел все соседние государства, включая и Русь, как часть Золотой Орды. Хотя основные события конфликта произошли восточнее, в Крым также вторгались отряды обеих сторон, этот период отмечается разорением многих крымских городов. В культурно-экономическом смысле результатом успешной для Тимура и катастрофической для ордынцев войны стало ослабление торговли по северной ветви Великого шелкового пути и смещение её на южную ветвь.   
Декор и орнаменты ювелирных украшений и других предметов, сильно отличались по стилю. Прослеживается мотивы и стилистика характерные для Китая, Северной Индии, Ирана, Малой Азии, Йемена, Леванта, Венеции, Генуи и, собственно, Крыма. Это свидетельствует о широких контактах Золотой Орды, которая на указанный момент времени контролировала практически всю протяженность Великого шелкового пути. Через Крымский полуостров проходили торговые пути, связывающие Золотую Орду с Западной Европой, Передней Азией и Египтом. Тут начинался сухопутный путь в Нижнее Поволжье, в крупные золотоордынские города, а оттуда – в Среднюю Азию, Иран и Китай. Находки из симферопольского клада свидетельствуют о разнообразии контактов Золотой Орды с государствами исламского и христианского мира, в частности, с  торговыми республиками Венецией и Генуей.  
Разнообразие ювелирной техники в изготовлении предметов также поражает. Использовались такие приёмы и технологии как скань, зернь, гравировка, использование черни, позолота, чеканка и художественная эмаль. Многие предметы представляют шедевры исполнения в своём классе. Симферопольский клад стал предметом многих исторических и искусствоведческих исследований. Высокий вкус, мастерство художественного и технического исполнения ювелирных изделий демонстрируют достигнутый уровень материальной культуры, а также связи между мастерами в отдаленных частях Золотоордынской империи и сопредельных странах в то время.
На примере предметов из Симферопольского клада специалисты исследуют влияние прикладного искусства Золотой Орды на искусство Руси. По мнению М. А. Орловой некоторые его произведения (например оклад иконы “Богородица Млекопитательница” из Оружейной палаты) имеют прямые аналогии в торевтике предметов, происходящих из Симферопольского клада.

## Экспозиция
Первоначально после находки ценности попали в Гохран Министерства финансов СССР. В том же 1967 году они были переданы в Государственный исторический музей, город Москва. Они находятся в настоящее время в постоянной экспозиции 13-го зала ГИМ  "Образование единого российского государства, XIV-XIV века", витрина №2.
С 30 августа 2000 года по 14 января 2001 года в Государственном музее изобразительных искусств Республики Татарстан (Казань) и с 1 февраля 2001 года по 15 февраля 2002 года в Эрмитаже под патронатом президента Татарстана М. Ш. Шаймиева проходила тематическая выставка «Сокровища Золотой Орды», организованная Государственным Эрмитажем при участии Государственного исторического музея, первая в Российской Федерации в своём роде. Сокровища Симферопольского клада заняли в её экспозиции важное место, отмечены в каталоге и отзывах специалистов.